# Linea Molotov
La cosiddetta Linea Molotov fu un sistema di fortificazioni costruite dall'Unione Sovietica negli anni 1940-1941 lungo il suo confine occidentale dopo aver annesso i Paesi Baltici, la Polonia orientale e la Bessarabia. Questa espansione territoriale fu il diretto risultato del Patto Molotov-Ribbentrop, firmato per l'URSS dal Ministro degli Esteri Vyacheslav Molotov, di qui il nome.
L'espressione "linea Molotov" è nata in ambienti letterari, non militari, ed è in uso da poco: fu resa popolare dagli scritti di Viktor Suvorov, ed in particolare dal suo saggio Icebreaker del 1988.

## Descrizione

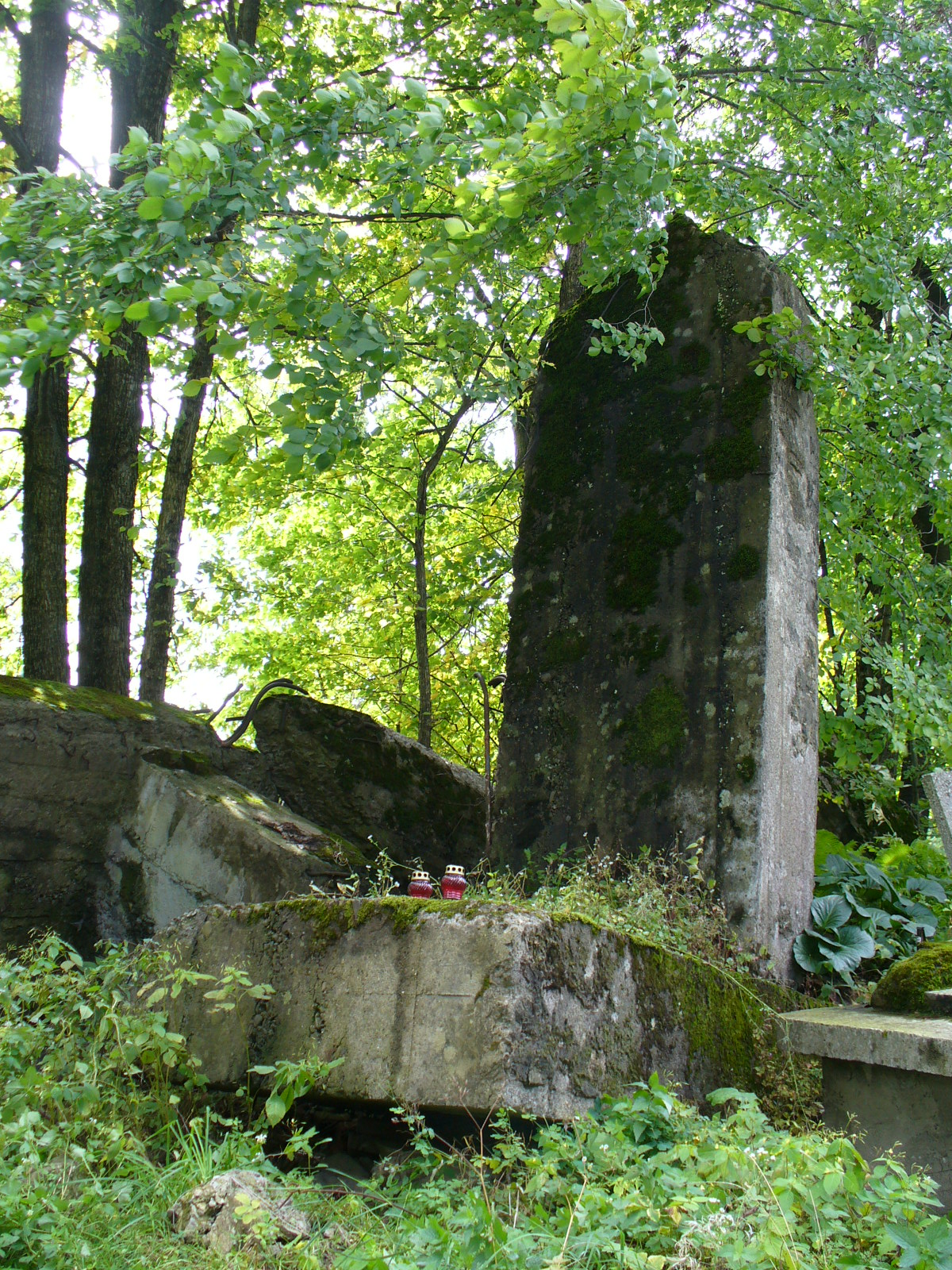
Rovine di un bunker della Linea Molotov

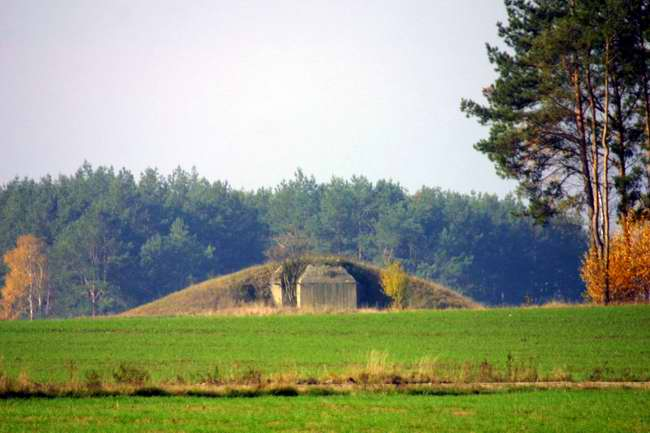
Bunker della Linea Molotov

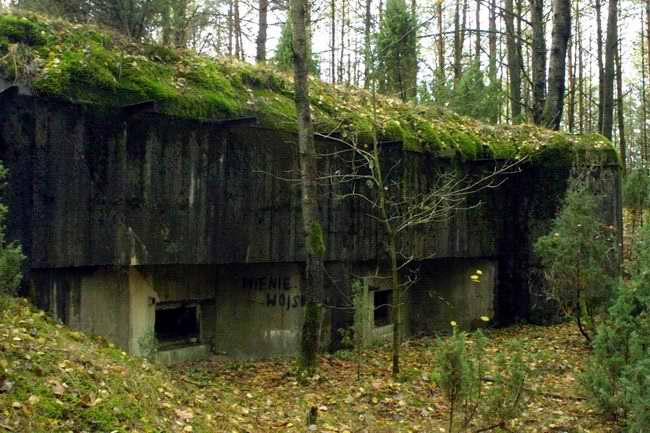
Feritoie di un bunker della Linea Molotov

La linea si estendeva dal Mar Baltico verso i Carpazi. Era formata da 13 regioni fortificate, che coprivano circa 1000 km di confine. La linea fece parte della rete di difesa sovietica lungo il suo confine occidentale, dall'Oceano Artico fino al Mar Nero.
Ogni regione fortificata (in russo: ukreplennyi raion, o UR) consisteva di un gran numero di bunker che ospitavano cannoni, armi anticarro e artiglieria varia. I bunker furono costruiti in gruppi per aiutarsi reciprocamente, in quanto ogni gruppo formava un centro di resistenza. Ad ogni regione era assegnata permanentemente un'unità militare dedicata.
Quando la Germania nazista attaccò l'Unione Sovietica il 22 giugno 1941, durante il corso dell'Operazione Barbarossa, la maggior parte della linea non era ancora stata terminata, e quindi non fu di grande ostacolo per gli assalitori. Solo le quattro regioni più a sud, parzialmente completate, furono in grado di respingere l'avanzata della Wehrmacht per alcuni giorni. È da notare che la Fortezza di Brest resistette per molto più a lungo, ma era una fortificazione più antica che non faceva tecnicamente parte della Linea Molotov.
Le rovine di queste fortificazioni, molte delle quali molto ben preservate, possono essere visitate oggi in Lituania, Polonia, Bielorussia e Ucraina. I confini moderni sono diversi da quelli del 1941, pertanto alcune sezioni delle linee non giacciono in zone di confine e sono facilmente accessibili. D'altra parte, altre sezioni sorgono proprio sui confini attuali polacco-ucraino, polacco-bielorusso e lituano-russo, perciò l'accesso alle fortificazioni può essere vietato per motivi di sicurezza delle frontiere.
In Lituania la linea era divisa in quattro regioni fortificate:
- 1. Regione fortificata di Telšiai (linea da Palanga a Judrėnai, 75 km, 8 centri di resistenza, 23 bunker costruiti e 366 in costruzione il 22 giugno 1941).
- 2. Regione fortificata di Šiauliai (linea da Pajūris a Jurbarkas, 90 km, 6 centri di resistenza, 27 bunker costruiti e 403 in costruzione).
- 3. Regione fortificata di Kaunas (linea da Jurbarkas a Kalvarija, 105 km, 10 centri di resistenza, 31 bunker costruiti e 599 in costruzione).
- 4. Regione fortificata di Alytus (linea da Kalvarija al confine della RSS Lituana, 57 km, 5 centri di resistenza, 20 bunker costruiti e 273 in costruzione).

In Lituania furono costruiti più di 101 fortini, ma non furono completati tutti. La costruzione avvenne in fretta e senza badare troppo al lavoro, così non fu difficile neutralizzare questa forma di difesa assaltandola o incendiandola.
Continuando verso sud, le altre regioni, oggi situate lungo il confine orientale della Polonia con la Bielorussia e l'Ucraina erano:
- 5. Regione fortificata di Hrodna - 80 km, 9 centri di resistenza, 42/98/606 bunker operativi/costruiti/in costruzione il 22 giugno 1941 (in Bielorussia e Polonia)
- 6. Regione fortificata di Osowiec - 60 km, 8 centri di resistenza, 	35/59/594  (in Polonia)
- 7. Regione fortificata di Zambrów - 70 km, 10 centri di resistenza, 	30/53/550 (in Polonia)
- 8. Regione fortificata di Brėst - 120 km, 10 centri di resistenza, 	49/128/380 (in Polonia e Bielorussia)
- 9. Regione fortificata di Kovel - 80 km, 9 centri di resistenza, 	138 bunker in costruzione (in Ucraina)
- 10. Regione fortificata di Volodymyr-Volyns'kyi - 60 km, 7 centri di resistenza, 97/97/141 (in Ucraina)
- 11. Regione fortificata di Kamyanka-Buzka (Kamionka Strumiłowa) - 45 km, 5 centri di resistenza, 	84/84/180 (in Ucraina)
- 12. Regione fortificata di Rawa Ruska - 90 km, 13 centri di resistenza, 	95/95/306 (in Polonia e Ucraina)
- 13. Regione fortificata di Przemyśl - 120 km, 7 centri di resistenza, 	99/99/186 (in Polonia e Ucraina)